# Долишний, Марьян Иванович
Марьян Иванович Долишний — доктор экономических наук, профессор, академик НАН Украины.

## Биография
Родился в г. Львове в семье служащего.
После окончания средней школы в 1953 г. поступил на механический факультет Львовского политехнического института, который окончил в 1958 г.
Работал в системе Львовского областного управления местной промышленности: главный инженер Бобровского районного промышленного комбината (1958—1962), начальник производственно-технического отдела (1962—1963).
Впоследствии во Львовском областном комитете КП Украины: инструктор (1963—1964), помощник первого секретаря (1964—1969), заместитель заведующего отделом организационно-партийной работы (1969—1971).
В 1969 г. в Институте экономики АН УССР защитил диссертационную работу на соискание ученой степени кандидата экономических наук.
В 1971—1974 гг. — председатель плановой комиссии Львовского областного совета депутатов трудящихся.
В 1971—1974 гг. — заведующий сектором отдела планово-финансовых органов ЦК КП Украины.
С 1975 г. — заместитель директора Института экономики АН УССР по научной работе, впоследствии директор Львовского отделения института. В 1994 году отделение преобразовано в Институт региональных исследований НАН Украины (Львов), директором которого оставался М. И. Долишний до дня своей смерти 22 августа 2006 года, и который ныне носит его имя.
В 1980 г. на Совете по изучению производительных сил УССР АН УССР защитил диссертационную работу на соискание ученой степени доктора экономических наук.
В 1982 г. ВАК утвердил М. И. Долишнего в учёном звании профессора по специальности «Экономика районов СССР, размещение производительных сил СССР».
В 1982—1983, 1993—1995 и 1997—2006 гг. на условиях почасовой оплаты, а затем штатного совместительства преподавал на кафедре экономики и организации полиграфической промышленности Украинской академии печати (затем кафедра экономики, учёта и аудита в издательско-полиграфическом комплексе Украинской академии книгопечатания).
В 1990 г. избран членом-корреспондентом АН УССР, а в 1997 г. — академиком НАН Украины.
Возглавлял Западный научный центр Министерства образования и науки Украины и НАН Украины.

## Творческое наследие
Автор и соавтор более пятисот научных и учебно-методических публикаций. Под его руководством и консультацией выполнили и защитили диссертационные работы на соискание ученой степени доктора и кандидата экономических наук.
В 1978 году он опубликовал свои результаты своих исследований в монографии «Формирование и использование трудовых ресурсов (социально-экономические аспекты региональных исследований)». Основное внимание ученого было сосредоточено на изучении комплекса важных региональных особенностей рационального использования рабочей силы, на высветлении теоретических вопросов занятости и обозначении критериев её эффективности. Новые подходы к определению резервов трудовых ресурсов и управление ими, а также механизмы мотивации занятости с учётом региональных особенностей свидетельствовали о новаторском характере исследований ученого. После провозглашения независимости Украины в поле зрения исследовательских интересов Марьяна Ивановича были проблемы занятости, трудового потенциала, регионализации Украины. Его взгляды имели конструктивную основу, так как он учитывал всё позитивное, что было унаследовано от предыдущего опыта, в то же время пытался синтезировать научные знания с инновационными и адаптировать их к украинским политическим и экономическим реалиям. Он работал над решением фундаментальных и прикладных проблем развития регионов Украины, формированием теоретических основ в региональной политике страны. Под руководством Долишного разработаны государственные программы социально-экономического развития Карпатского региона, Подолья и Полесья. Он является одним из авторов Концепции государственно региональной политики Украины, Концепции Межгосударственной программы стабильного развития Карпат, научным руководителем разработки Стратегии социально-экономического развития Львовщины на период до 2015 года.

## Награды
- Награждён отличиями Президента Украины — орденами «За заслуги» I и II степени,
- Почетным отличием Президента Украины,
- орденом Трудового Красного Знамени,
- медалью « За доблестный труд. В ознаменование 100-летия со дня рождения В. И. Ленина»,
- Почетной грамотой Президиума Верховного Совета УССР,
- другими государственными наградами.

Присвоено почетное звание заслуженного деятеля науки и техники УССР.
Лауреат:
- Государственной премии Украины в области науки и техники;
- премий им. А. Г. Шлихтера АН УССР;
- им. М. И. Туган-Барановского НАН Украины.

## Память
Для ознаменования заслуг и памяти М. И. Долишнего 12 мая 2011 г. торжественно открыта мемориальная доска на здании Института региональных исследований по ул. Козельницкой, 4. Доска была изготовлена известным львовским скульптором В. Яричем.